# Ex Novo
Ex Novo, pseudonimo di Gian Luca Biasini (Castel San Pietro Terme, 28 settembre 1982), è un cantautore italiano.

## Biografia
Dopo oltre 10 anni come batterista in diverse band dell’underground bolognese (JLK e Wax Anatomical Models tra le altre), nel 2014 Gian Luca Biasini intraprende la carriera solista con lo pseudonimo di Ex Novo, in veste di cantautore.
Il debutto discografico avviene nella primavera 2016 attraverso la pubblicazione del singolo Condividi (DeepOut Records). Il brano esce accompagnato da un videoclip presentato in anteprima sul sito de l’Espresso e fra i protagonisti c’è Alberto “Pernazza” Argentesi, già tastierista della band Ex-Otago e già membro del cast del programma televisivo Chiambretti Night nella veste di “Coniglio rapper”. Il singolo Condividi viene trasmesso dalle emittenti radiofoniche nazionali ed entra nelle classifiche Radio Airplay Emergenti e Indie Music Like. 
Successivamente Ex Novo pubblica l'album Segnala come spam (DeepOut Records), composto da 11 tracce tra cui il singolo Condividi, due brani cantati in inglese e due strumentali. Il disco viene presentato anche nella trasmissione Barone Rosso condotta da Red Ronnie, attraverso un’intervista ed un live show in cui Ex Novo è accompagnato dai musicisti Reno ed Enrico Brazzi. Segue l’Uniweb Tour, in cui l’artista è ospite e si esibisce in versione acustica all’interno degli studi delle Radio Universitarie tra cui: 110 Webradio (Università di Torino), Vox Radio (Università Cattolica di Milano), Radio Revolution (Università di Parma), Alma Radio (Università di Bologna), Radio Spin (Università di Prato), Radio SubWay (Università di Viterbo), Roma 3 Radio (Università degli Studi Roma Tre), Radio Sapienza (Università La Sapienza di Roma), F2 Radio Lab (Università Federico II di Napoli), Run Radio (Università Suor Orsola Benincasa di Napoli).
Nell’autunno 2016 esce in tutte le radio Frasi liquide, il secondo singolo estratto dall’album di esordio.
Dopo quasi due anni di silenzio, nel 2018 Ex Novo pubblica il singolo Vent'anni 2.0 (DeepOut Records), che esce accompagnato da un videoclip realizzato da Simone Casadio Pirazzoli (già regista di Condividi) e che anticipa un nuovo album.
Nel 2019, dopo una lunga lavorazione, esce Pegaso (DeepOut Records). L’album, composto da 11 tracce cantate tutte in italiano, è presentato da Ex Novo come progetto solista e nelle esibizioni live lo accompagnano il batterista Kostantino Kontogheorgos e il bassista Matteo Bottura.
Durante l'inverno 2019/20 il tour promozionale di Pegaso è interrotto a causa della pandemia da Covid19. Questa interruzione segna anche la fine del progetto musicale e l'inizio di un nuovo percorso con lo pseudonimo di Bias.

## Discografia

### Album in studio
- Segnala come spam (2016)
- Pegaso (2019)

### Singoli
- Condividi (2016)
- Frasi liquide (2016)
- Vent'anni 2.0 (2018)